# Eryngium spina-alba
Espèce
Classification phylogénétique
Le panicaut épine blanche des Alpes (Eryngium spina-alba ou Eryngium spinalba) est une plante vivace de la famille des Apiacées.

## Description

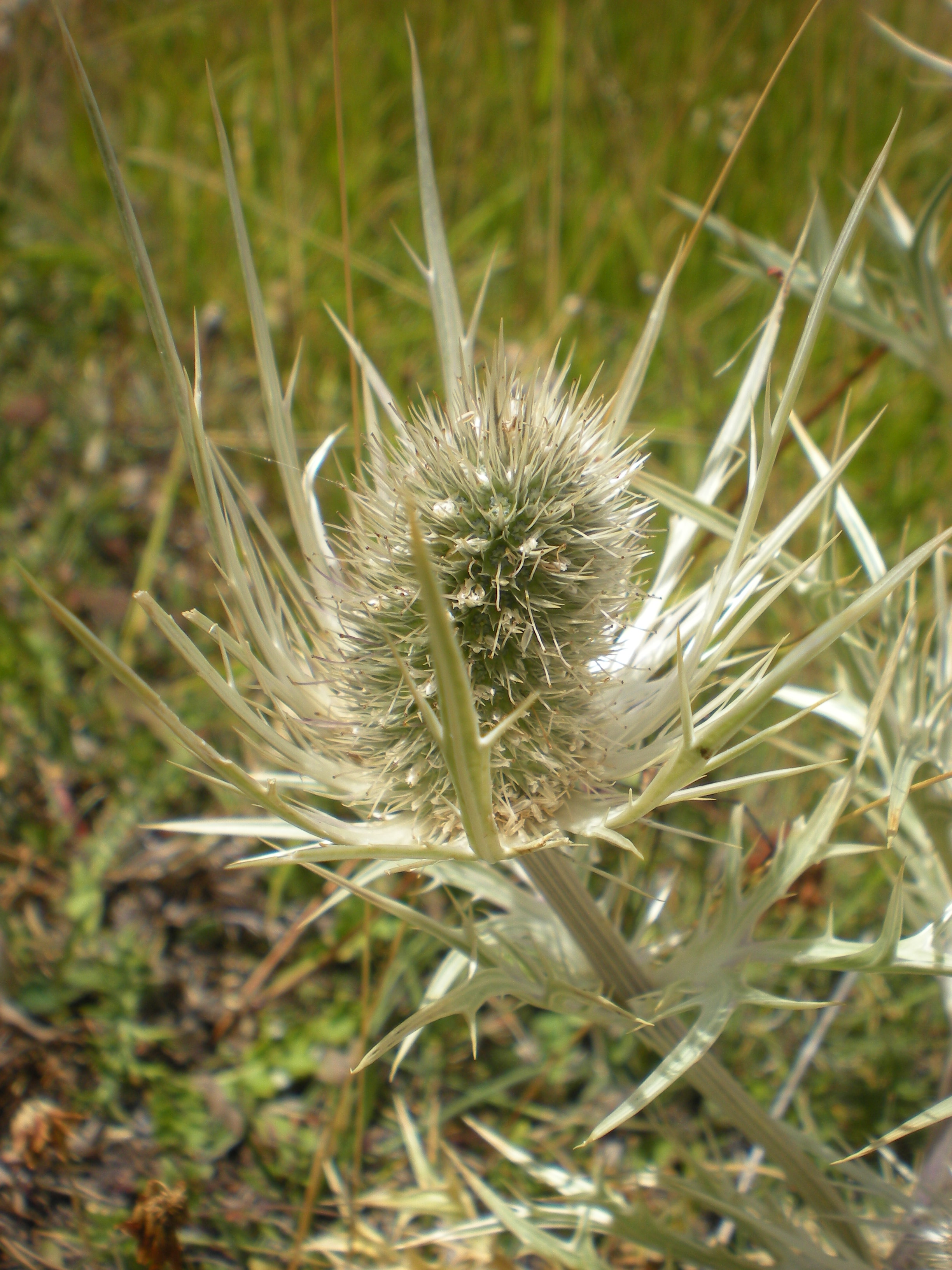
Capitule et involucre.

Le Panicaut épine blanche ou Panicaut blanc des Alpes vit sur les terrains calcaires des Alpes, par exemple dans le massif du Dévoluy. On l'appelle aussi Chardon argenté ou Chardon blanc des Alpes.

La plante mesure 20 à 40 cm et se caractérise par sa couleur blanc argenté ainsi que son involucre de nombreuses bractées finement découpées.

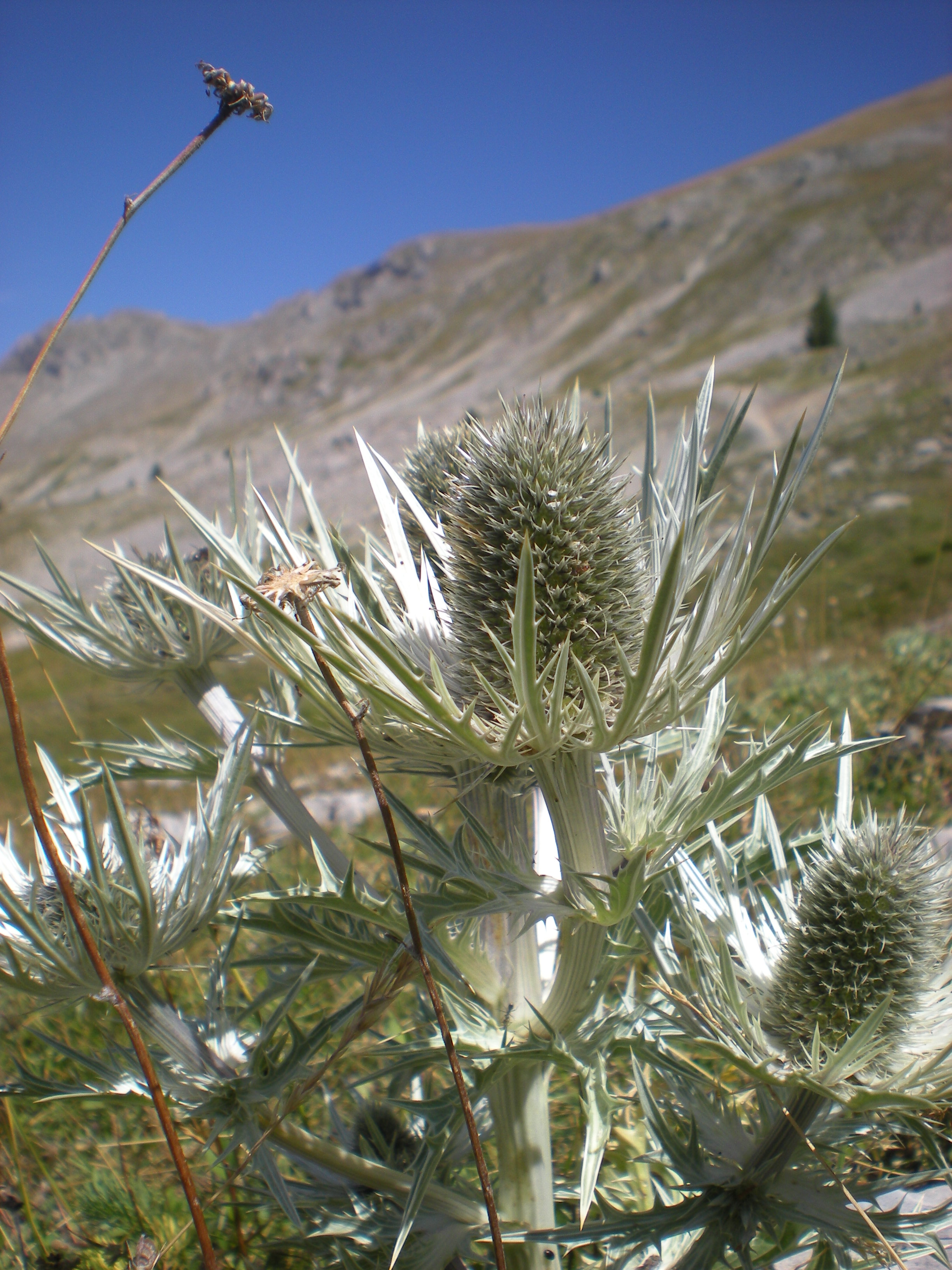
Un capitule et son involucre.

C'est aujourd'hui une espèce protégée.